# Tegocassis
Tegocassis is een geslacht van kevers uit de familie bladkevers (Chrysomelidae).
De wetenschappelijke naam van het geslacht werd in 1924 gepubliceerd door Spaeth.

## Soorten
- Tegocassis corpulenta (Weise, 1904)